# Sammy nagy kalandja 2. – Szökés a paradicsomból
A Sammy nagy kalandja 2. – Szökés a paradicsomból (eredeti cím: Sammy's avonturen 2, angol cím: Sammy's Great Escape) 2012-ben bemutatott angol nyelvű belga–francia animációs film, a 2010-es Sammy nagy kalandja – A titkos átjáró folytatása. A főszereplők eredeti hangját Kaitlyn Maher, Khary Payton és Carlos Alazraqui kölcsönözte.

## Cselekmény
A két kérgesteknős, Sammy és Ray örök barátok, az óceán közelében élnek és vigyáznak frissen kikelt fiókáikra, Rickyre és Ellára. Egy orvvadász elfogja a teknősöket, mert szüksége van rájuk egy izgalmas dubaji tengeri showműsorhoz. A show központi figurája, Big Dee, a csikóhal, elmeséli az újonnan érkezetteknek a nagy szökés terveit. 
Ám amikor a kis Ricky és Ella "nagyapjuk" megmentésére siet, a teknősök és új barátaik – Jimbo, a bluggyhal, Anabelle, a polip, egy homár és egy nagy pingvincsalád – tervei megváltoznak. Izgalmas kalandok és szökések sorozata után hőseink dél felé veszik az irányt, hogy találkozzanak Shellyvel, Sammy első és egyetlen szerelmével.

## Szereplők
| Eredeti hang     | Szereplő            | Magyar hang[forrás?] | Faj                    |
| ---------------- | ------------------- | -------------------- | ---------------------- |
| Kaitlyn Maher    | Ella                | Gulás Fanni          | Közönséges levesteknős |
| Carter Hastings  | Ricky               | Straub Norbert       | Kérgesteknős           |
| Alan Shearman    | Sammy               | Csankó Zoltán        | Közönséges levesteknős |
| Irina Shayk      | Selly               | Básti Juli           | Közönséges levesteknős |
| Khary Payton     | Ray                 | Schneider Zoltán     | Kérgesteknős           |
| Camille Labadie  | Rita                | Andresz Kati         | Kérgesteknős           |
| Dino Andrade     | Manuel              | Szabó Máté           | Ajakoshalfélék         |
| April Stewart    | Hogfish Consuelo    | Németh Borbála       | Ajakoshalfélék         |
| April Stewart    | Rosie               | Halász Aranka        | Magellán-pingvin       |
| Carlos Alazraqui | Maurice             | Csuha Lajos          | Magellán-pingvin       |
| Camille Labadie  | Annabell            | Károlyi Lilla        | Polip                  |
| Bridget Hoffman  | Margaretként        | Kocsis Judit         | Polip                  |
| Joe J. Thomas    | Lulu                | Vass Gábor           | Hómar                  |
| Cam Clarke       | Nagyfőnök           | Forgács Gábor        | Csikóhal               |
| Bill Parks       | Jimbo               | Józsa Imre           | Bluggyhal              |
| Lara Cody        | Nagyfőnök Barátnője | Kerekes József       | Sárga doktorhal        |
| Eric Bauza       | Vezető              | Nagy Ervin           | Ember                  |